# Jannette Burr
Jannette Weston Burr (* 30. April 1927 in Seattle; † 26. Juli 2022 ebenda) war eine US-amerikanische Skirennläuferin.

## Biografie
Jannette Burr lernte bereits als Kind das Skifahren. Ihr Vater Wallace Burr stellte in Seattle Wasserski her. Ihr erstes Rennen konnte sie am Snoqualmie Pass gewinnen. 1948 gewann sie beim Harriman Cup die Abfahrt und wurde in der gleichen Disziplin nationale Meisterin. Zwei Jahre später gewann sie den Silver Belt und ging bei den Weltmeisterschaften in Aspen an den Start. Des Weiteren konnte sie in der Abfahrt US-amerikanische und nordamerikanische Meisterin werden.
Bei den Olympischen Winterspielen 1952 in Oslo belegte sie im Slalom den 15. Riesenslalom den 22. Platz. In der Abfahrt schied sie vorzeitig aus. Im gleichen Jahr konnte Burr beim SDS-Rennen Gold in der Kombination und Silber in der Abfahrt gewinnen. 
1953 wurde Burr Zweite beim Snow Cup und gewann den Eccles Cup in Snowbasin, den Silver Belt sowie den Brighton Intermountain Giant Slalom. 1954 war schließlich eines der erfolgreichsten Jahre ihrer Karriere. Burr gewann beim Harriman Cup alle drei Disziplinen (Abfahrt, Slalom und Kombination), verteidigte ihren Silver Belt Titel vom Vorjahr und gewann bei den Weltmeisterschaften in Åre die Bronzemedaille im Riesenslalom.
1955 wurde ihr der Diamond Harriman Pin verliehen, welche zuvor nur Gretchen Fraser erhalten hatte. In den 1960er Jahren war Burr als Skilehrerin in Sun Valley tätig. 1970 wurde sie in die National Ski Hall of Fame aufgenommen und erhielt eine lebenslange Freikarte für das Sun Valley.
Während den Sommermonaten ihrer Karriere nahm Burr in Seattle und Florida auch an Wasserski-Meisterschaften auf den Skiern ihres Vaters teil.